# 太陽天文台

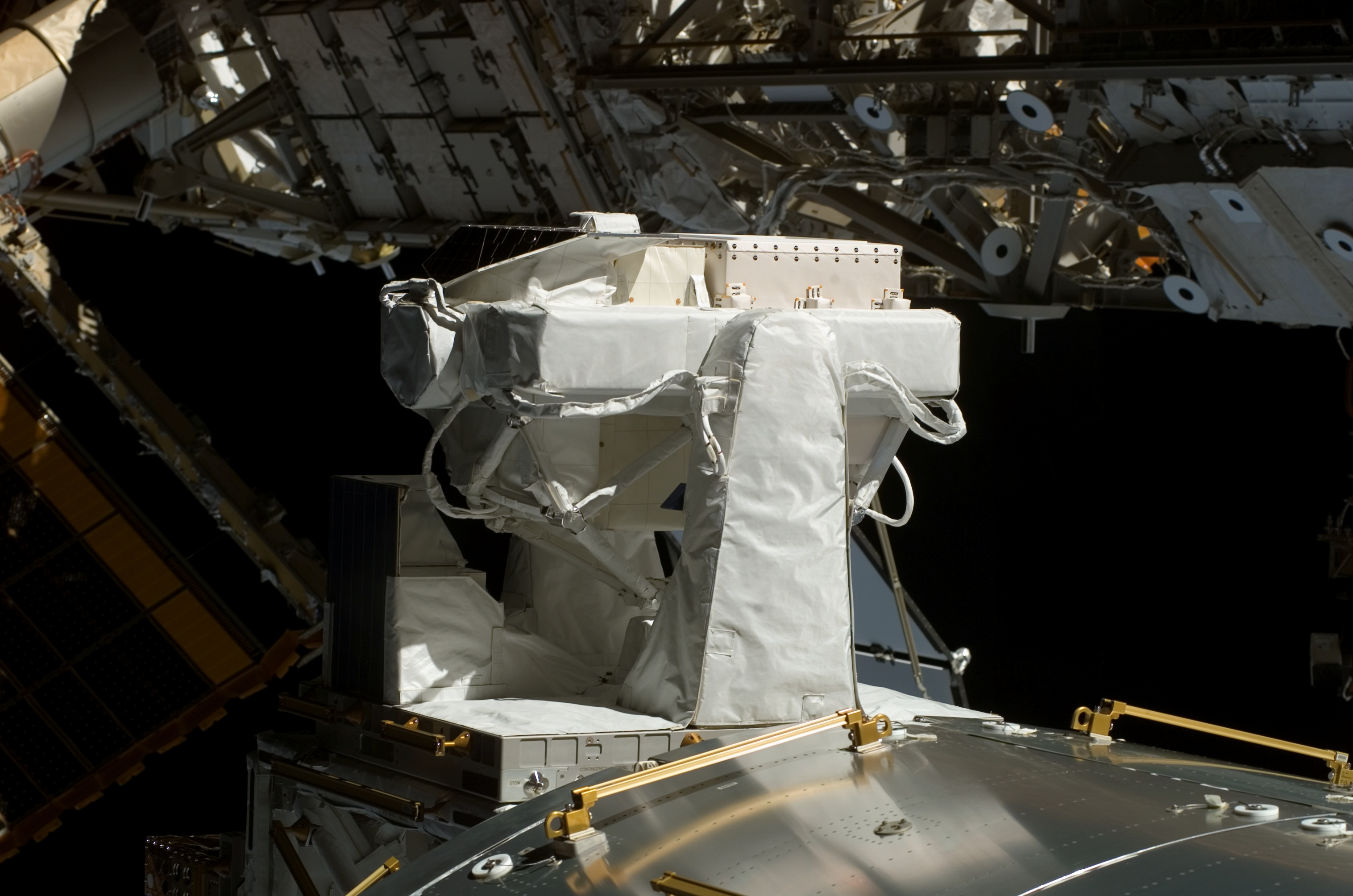
安裝在國際太空站上的太陽監測天文台。

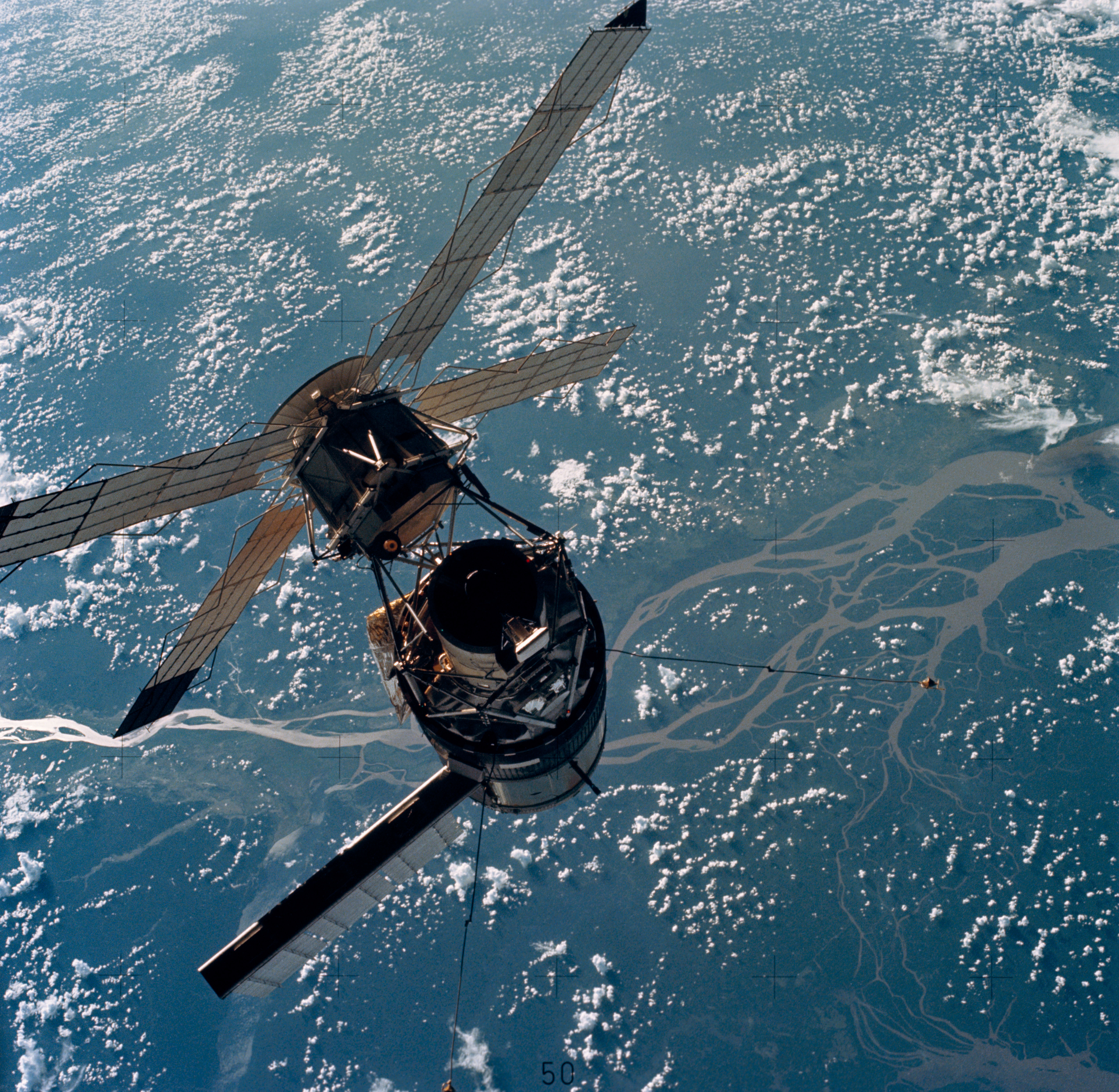
阿波羅望遠鏡架台（在"X"的中間）於1970年代安裝在軌道上載人的天空實驗室。

太陽天文台是安裝了特別的望遠鏡，用來監測太陽的天文台。為此，它們通常有一架或多架的太陽望遠鏡。
愛因斯坦塔是位於德國波茨坦愛因斯坦科學公園內的太陽天文台。
太陽天文台研究與太陽有關的現象。太陽，最靠近地球的一顆恆星，讓我們一個獨特的機會，以高解析度來研究恆星物理。直到1990年代It was, until the 1990s,，它是唯一一顆我們能獲得表面影像的恆星。太陽天文學家感興趣的一般主題是11年的週期（也就是太陽週期）、太陽黑子、磁場活動（參見太陽動力學）、太陽閃焰、日冕物質拋射、較差自轉和電漿物理學。

## 一些例子
- 懷柔太陽觀測站
- 設在太空中的太陽天文台

## 外部連結
- Lawrence, Pete. . Deep Sky Videos. Brady Haran.   [2013-10-27]. （原始内容存档于2013-10-29）.

 维基共享资源上的相關多媒體資源：太陽天文台